# Келини, Доменико
Доменико Келини (итал. Domenico Chelini; 18 октября 1802, Лукка — 16 ноября 1878, Рим) — итальянский математик.
В 1831—1851 гг. профессор математики в Риме, в 1851—1867 гг. профессор механики и гидравлики в университете Болоньи.
Опубликовал, помимо прочего, несколько классических работ по теории удара твердых тел в «Annali di Tortolini» (т. VII, 1865) и в «Memorie della academia di scienze dell’Instituto di Bologna» (в 1866, 1875 и 1877).